# سقروس

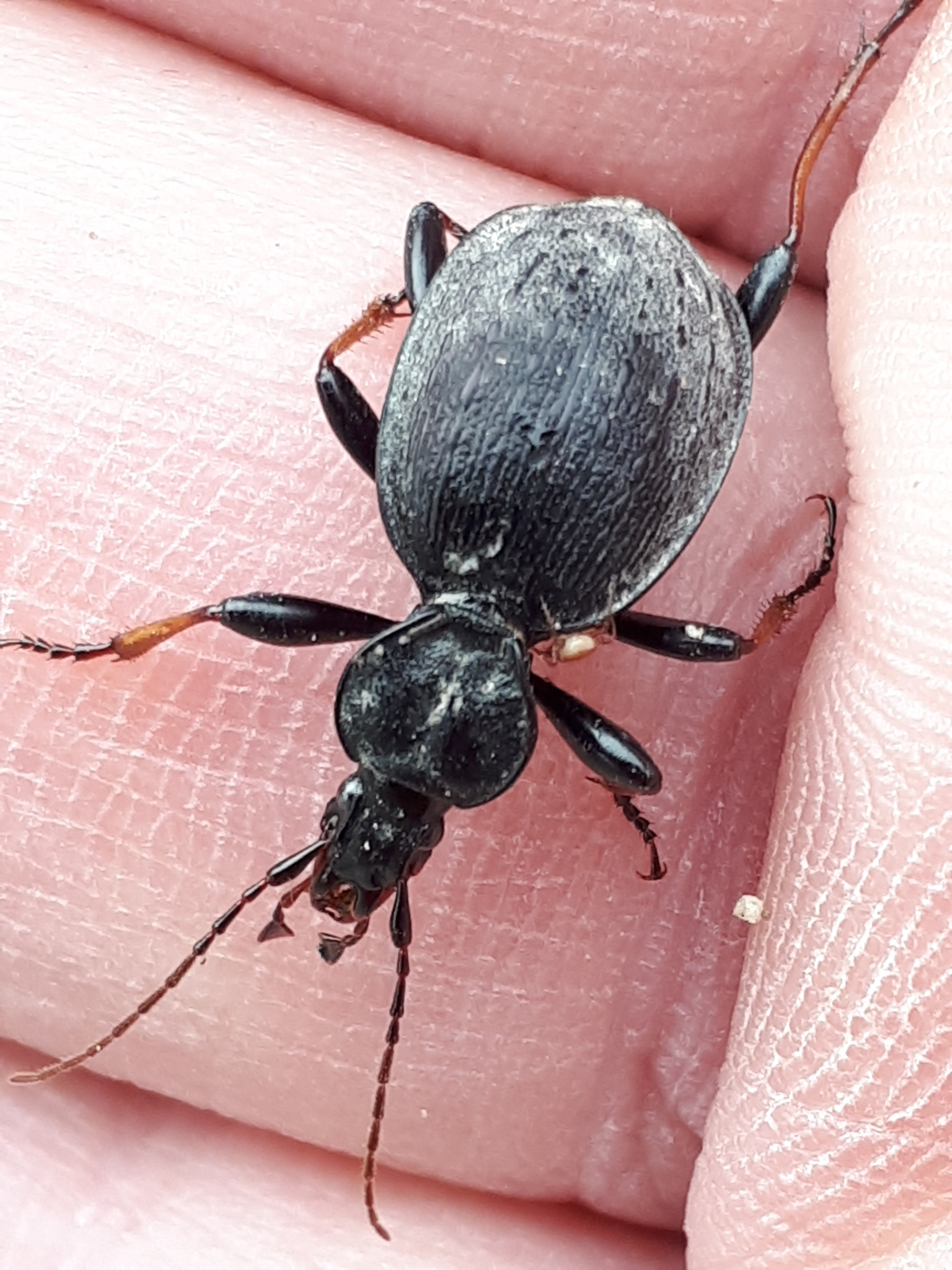

السُّقرُوس هو جنس كبير من الخنافس النادرة التي تأكل الحلزون في فصيلة الخنافس الأرضية. في هذا الجنس 160 نوعاً موصوفاً ونيف. توجد في جميع أنحاء العالم، مع أن أكثر من 80 في المائة من الأنواع في الصين. أشهر أنواعها السُّقروس المخطم.